# 尉中民
尉中民（1941年—），汉族，中华人民共和国政治人物、第十一届全国政协委员。
加入中国农工民主党，担任北京中医药大学基础医学院主任医师。2008年，当选第十一届全国政协委员，代表中华全国妇女联合会，分入第二十组。